# Loxosceles valida
Loxosceles valida is een spinnensoort uit de familie van de Vioolspinnen (Sicariidae).
De wetenschappelijke naam van de soort werd in 1964 gepubliceerd door Reginald Frederick Lawrence.